# Las Cuevas, Nayarit
Las Cuevas är en ort i Mexiko.   Den ligger i kommunen Santa María del Oro och delstaten Nayarit, i den centrala delen av landet, 600 km väster om huvudstaden Mexico City. Las Cuevas ligger 445 meter över havet och antalet invånare är 345.
Terrängen runt Las Cuevas är kuperad. Runt Las Cuevas är det glesbefolkat, med 18 invånare per kvadratkilometer. Närmaste större samhälle är Santa María del Oro, 19,8 km söder om Las Cuevas. I omgivningarna runt Las Cuevas växer huvudsakligen savannskog.